# Jatara
Jatara é uma cidade e uma nagar panchayat no distrito de Tikamgarh, no estado indiano de Madhya Pradesh.

## Geografia
Jatara está localizada a 25° 01′ N, 79° 03′ L. Tem uma altitude média de 246 metros (807 pés).

## Demografia
Segundo o censo de 2001, Jatara tinha uma população de 15 593 habitantes. Os indivíduos do sexo masculino constituem 52% da população e os do sexo feminino 48%. Jatara tem uma taxa de literacia de 57%, inferior à média nacional de 59,5%: a literacia no sexo masculino é de 65% e no sexo feminino é de 47%. Em Jatara, 18% da população está abaixo dos 6 anos de idade.